# Isolement gamétique
 (janvier 2019).
L'isolement gamétique est un des mécanismes de protection de la reproduction après l’accouplement de la spéciation pré zygotique. Après la copulation, les gamètes ne se rencontrent pas ou ne survivent pas.